# Noel (ime)
Noel je moško ime, ki izhaja kot Noël iz francoščine in pomeni Božič; izvirno je bilo v latinščini: Dies natalis Domini nostri Jesu Christi, kar pomeni Rojstni dan Gospoda našega Jezusa Kristusa (= Gospodov rojstni dan), tj. Božič. Najprej so dajali to ime otrokom, ki so se rodili na Božični dan, torej dne 25. decembra.  

## Podobna imena
Podobna imena so Natalija (iz latinskega Natalis), kar ustreza svetniškemu imenu Natal in slovenskemu Božič; Noela, Noelija, iz francoske oblike tega imena Noelle.

## Pogostnost
Na porast rabe imena Noel na Slovenskem je vplivala zlasti slava člana britanske rockovske skupine Oasis Noela Gallagherja.  
Na Madžarskem je leta od 2000 do 2010 bilo ime Noel med moškimi imeni bilo na 48. do 78. mestu po pogostnosti. 

## God
- 27. januar - Natalis Irski – irski menih Natalis (umrl 27. januarja 564)

- 13. maj - Natalis Milanski – milanski škof Natalis (služboval med 740-750)
- 25. december – rojstni dan Jezusa Kristusa

## Znameniti nosilci imena Noel
- Noel Gallagher, angleški glasbenik, kitarist skupine Oasis
- Noel Coward, angleški igralec in pisatelj
- Noel Hill, irski glasbenik, igralec na koncertino
- Noel Fülöp, madžarski rokometaš
- Noel Redding, glasbenik, kitarist pri skupini The Jimi Hendrix Experience